# دهستان ساریو
دهستان ساریو (به لاتین: Surju Parish) یک دهستان در استونی است که در شهرستان پارنو واقع شده‌است.

## خصوصیات
دهستان ساریو ۳۵۷٫۹ کیلومترمربع مساحت و ۱٬۰۱۵ نفر جمعیت دارد.